# Hitoshi Kihara

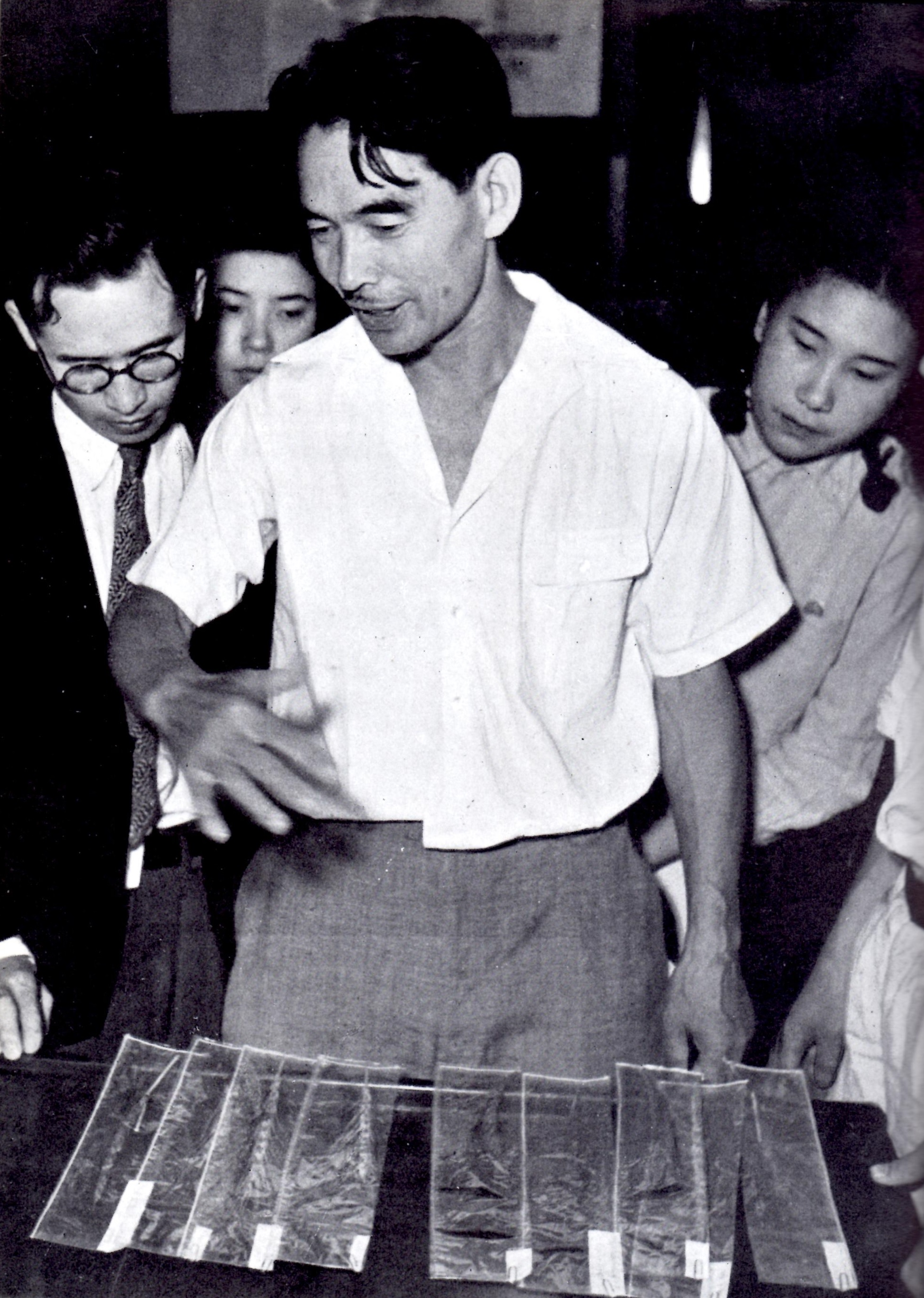
Hitoshi Kihara

Hitoshi Kihara (japanisch 木原 均, Kihara Hitoshi; * 21. Oktober 1893 in Tokio; † 27. Juli 1986) war ein japanischer Genetiker.

## Leben und Wirken
Kihara studierte Pflanzenphysiologie an der Universität Hokkaidō mit dem Abschluss 1918 und war ab 1920 Assistent an der Universität Kyōto, an der er 1924 promoviert wurde. 1924 bis 1927 war er zum Auslandsstudium in Europa (darunter auch in Deutschland bei Carl Correns) und den USA. 1927 bis 1956 war er Professor an der Universität Kyoto. Kurz vor seiner Emeritierung wurde er 1955 Direktor des japanischen Nationalen Instituts für Genetik, was er bis 1969 blieb, und war danach Direktor an dem von ihm 1942 in Kyoto gegründeten Kihara-Institut für biologische Forschung (später in Yokohama), das er bis 1984 leitete.
Kihara war ein Pionier der Genetik in Japan. Er befasste sich vor allem mit der Genetik von Weizen. Er führte beim Studium des Chromosomensatzes von Weizen das Konzept des Genoms ein. Danach untersuchte er anhand von Studium der Chromosomen die Evolution und den Ursprung des Weizens, wofür er Expeditionen nach Afghanistan und den Iran unternahm.
Er entwickelte Krankheits- und Schädlings-resistente Weizensorten.
Er war Mitglied der Japan-Akademie. 1958 wurde er in die National Academy of Sciences, 1959 in die American Academy of Arts and Sciences und 1965 in die American Philosophical Society gewählt, 1960 wurde er Mitglied der Leopoldina.
1948 erhielt er den Kulturorden und 1959 die Darwin-Plakette. 1983 stiftete die japanische Gesellschaft für Genetik die Kihara-Medaille.
Er war ein begeisterter Skifahrer und leitete 1960 und 1964 das japanische Team bei der Winterolympiade und war Mitglied des Organisationskomitees der Winterolympiade in Sapporo 1972.